# Station Izumi-Fuchu
 Station Izumi-Fuchū  (和泉府中駅,  Izumi-Fuchū-eki) is een spoorwegstation in de Japanse stad Izumi, gelegen in de prefectuur Ōsaka. Het wordt aangedaan door de Hanwa-lijn. Het station heeft vier sporen, gelegen aan twee eilandperrons.

## Treindienst

### JR West
| 1,2 | ■ Hanwa-lijn | richting Kumatori, Hineno en Wakayama |
| 3,4 | ■ Hanwa-lijn | richting Ōtori, Tennōji en Ōsaka      |

## Geschiedenis
Het station werd in 1929 geopend. In 2007 werd het station vernieuwd.

## Overig openbaar vervoer
Nabij het station bevindt zich een klein busstation. Er vertrekken bussen van het lokale busnetwerk, alsook van Nankai richting Osaka.

## Stationsomgeving
Het gebied rondom het station werd gekenmerkt door een aantal kantoren en stond bekend als het ‘economische hart’ van de stad Izumi. Nadat deze uit dit gebied zijn verdwenen, zijn er winkels en restaurants voor in de plaats gekomen. Enkele openbare gebouwen herinneren nog aan de centrale functie van het stationsgebied.
- Stadhuis van Izumi
- Bibliotheek van Izumi
- Zwembad van Izumi
- Stedelijke sporthal van Izumi
- Politiebureau
- Stedelijk ziekenhuis van Izumi
- Fuchū-ziekenhuis
- Road In Izumi (winkelpassage)
- Æon Izumi Fuchū (winkelcentrum)
- Izumiya (supermarkt)
- Mandai (supermarkt)
- McDonald's
- Autoweg 26